# L'Animal d'acier
Pour plus de détails, voir Fiche technique et Distribution.
L'Animal d'acier  (Das Stahltier) est un film allemand réalisé en 1935 par Willy Zielke mais qui ne sorti qu'en 1954. Il fut d'abord censuré par les nazis puis par les forces d'occupation alliés. Le thème du film est l'invention du chemin de fer.

## Synopsis
Un ingénieur part à la rencontre d'employés de la Deutsche Reichsbahn et leur raconte l'histoire parfois tragique de l'invention du train, avec l'évocation de Denis Papin, Nicolas Joseph Cugnot, William Hedley, Robert Stephenson et de la première ligne de train en Allemagne, entre Nuremberg et Fürth, en 1835.

## Fiche technique
- Titre original : Das Stahltier
- Titres français : L'Animal d'acier, La Bête d'acier
- Réalisation : Willy Zielke
- Scénario : Willy Zielke
- Effets spéciaux Theo Nischwitz
- Musique : Peter Kreuder
- Photographie, caméra : Willy Zielke, Hubs Flöter
- Éclairage : Georg Wendl, Anton Schick
- Son : Friedrich Wilhelm Dustmann
- Pays d'origine :  Reich allemand
  - Langue : allemand
- Année de production : 1934 et 1935
- Sociétés de production : Deutsche Reichsbahn--Filmstelle, Willy Zielke, Kulturfilmhersteller
- Format : Noir et blanc — 35 mm
- Genre : Documentaire
- Durée : 822 mètres, 75 min (44 min, dans la version de 1954)
- Date de sortie d'origine :  Allemagne de l'Ouest 7 février 1954
- Première projection publique :
- Dates de sortie : 
  - Allemagne de l'Ouest : 
    - 7 février 1954 au cinéma
    - 29 avril 1962 à la télévision

  - France : 10 juillet 2002

## Distribution
- Aribert Mog
- Sophia Hagen
- Max Schreck
- Ernst Schrumpf
- Wastl Witt (de)

## Censure
Le film fut probablement censuré parce « qu'on y faisait une part trop belle aux chemins de fer anglais et français. Mais c'est probablement son parti pris esthétique qui le fit interdire, ainsi que le manque d'envie de Zielke d'en faire un film de propagande ». Il plut à Leni Riefenstahl, qui le conseilla à Joseph Goebbels, mais celui-ci ne revint pas sur l'interdiction du film.[réf. nécessaire]